# Lauana Prado
Mayara Lauana Pereira e Vieira do Prado (Goiânia, 25 de maio de 1989), mais conhecida como Lauana Prado, é uma cantora, compositora, produtora musical e arranjadora brasileira.
No início da carreira, participou de vários shows de calouros na televisão, entre eles o The Voice Brasil, da qual foi semifinalista com o nome artístico Mayara Prado. Mais tarde, assinou com a Sony Music Brasil e lançou um EP e um álbum, que não tiveram grande expressão. Em 2016, mudou seu nome artístico para Lauana Prado e atingiu notoriedade nacional dois anos depois, com o EP Lauana Prado, que trouxe o hit "Cobaia". Nos anos seguintes, lançou projetos inéditos como Livre (2020), Natural (2022) e Ao Vivo em Brasília (2023), além de uma turnê de regravações, que gerou projetos como Raiz (2022) e Raiz Goiânia (2023).
Lauana é conhecida como um dos principais nomes do movimento feminejo e por sua abordagem musical, que mescla gêneros como sertanejo, rock e reggae, bem como letras mais positivas. Também atuou como compositora, tendo músicas gravadas por artistas sertanejos como Roberta Miranda, Edson & Hudson e Rionegro & Solimões.

## Biografia
Lauana nasceu em Goiânia e cresceu no município de Araguaína, no Tocantins. Na época, começou a se apresentar em bares e fez seus primeiros shows. Mais tarde, graduou-se na Universidade Federal do Maranhão em Comunicação Social – Habilitação em Publicidade e Propaganda. Antes de se tornar uma intérprete conhecida, Lauana Prado usou o nome artístico Mayara Prado e participou em programas de calouros, entre eles o The Voice Brasil, sendo semifinalista do time de Carlinhos Brown.
Também esteve presente nos quadros Jovens Talentos e Mulheres que Brilham do Programa Raul Gil. A vitória rendeu um contrato artístico com a gravadora Sony Music Brasil. Em 2014, Prado apresentou o EP Mayara Prado, que trouxe as participações de Turma do Pagode em "Pó Para" e da dupla Marcos & Belutti em "Linguagem dos Beijos". No ano seguinte, o repertório foi expandido para o álbum 24 Horas por Segundo. Ambos trabalhos não tiveram notoriedade significativa.
A mudança do seu nome artístico para o atual foi adotado por sugestão de Fernando Zor, da dupla Fernando & Sorocaba. Com a mudança, a cantora lançou o trabalho Ensaio Acústico, que trouxe músicas como "Duvido que Vamos Brigar Novamente".
Lauana se tornou notável em 2018 com a música "Cobaia", que contou com a participação da dupla sertaneja Maiara & Maraisa. A canção alcançou cerca de 10 milhões de visualizações em cerca de dois meses de lançamento e fez parte do EP Lauana Prado. Em seguida, a cantora partiu para a gravação do álbum ao vivo Verdade (2019), que incluiu a regravação de "Cobaia" e canções inéditas com as participações de Fernando & Sorocaba e Gabriel Diniz.
Em 2020, saiu a edição completa de Livre, gravado no parque de diversões Hopi Hari, em São Paulo, com as participações especiais de Matheus & Kauan, Bruno & Marrone, Fernando Zor e da banda Maneva, com canções como "Viva Voz", "Beijo Amador", "Sua Mãe Tá Nessa", "Você Humilha" e "Suor da Sua Boca".
Em 2022, Lauana lançou o álbum Natural, cujo repertório foi gravado no Parque Estadual do Jalapão sob produção de Gabriel Pascoal. Com músicas como "Primeiro Eu", "Zap" e "Terminou Com Calma", foi o segundo trabalho da artista indicado ao Grammy Latino na categoria de Melhor álbum de música sertaneja. No mesmo ano, a cantora apresentou o álbum Raiz, composto por regravações de músicas sertanejas, com produção musical de Henrique Souza. O projeto rendeu uma continuação e subsequente turnê em 2023 com o disco Raiz Goiânia, com produção musical de Lauana e William Santos. A regravação de "Escrito nas Estrelas", original de Tetê Espíndola, se tornou um viral nas redes sociais. Ainda em 2023, Lauana lançou o álbum Ao Vivo em Brasília, produzido por Ivan Miyazato, e composto por músicas como "Desandei", "Tanto Faz" e "Whisky Vagabund0".
Em 2024, apresentou o álbum Transcende, gravado ao vivo no Ginásio do Ibirapuera, com as participações de Zé Neto & Cristiano, Nando Reis, Simone Mendes e Cristinas e produção musical de Eduardo Pepato.

## Estilo musical e influências
Lauana Prado é descrita como uma artista sertaneja que flerta com vários gêneros, como o reggae e rock, gêneros que, segundo ela, teve contato significativo quando morou no estado do Maranhão. Lauana também colaborou com artistas de diferentes segmentos musicais, como o cantor de forró Xand Avião, o rapper Edi Rock e a banda de pagode Sorriso Maroto.
O repertório da artista também é caracterizado como mais positivo em comparação a outros nomes do cenário sertanejo. Ao G1, ela disse que "Eu acredito que a minha maneira de falar e cantar o sertanejo é muito mais otimista, com resultado positivo, da coisa ter dado certo, do que aquela coisa de você sofrer, bater cabeça. Eu acho sensacional, respeito, amo, mas não é uma verdade minha. Eu gosto muito de falar do amor bem resolvido, do sentimento intenso, de quando você consegue realizar algo positivo".
Sobre a cantora, o compositor Carlos Rennó disse em 2023 que Lauana é "uma cantora popular que tem entre seus objetivos a elevação do nível artístico da música sertaneja, além dela ter um comportamento não conservador, se formos considerar os artistas em geral desse gênero de música".

## Vida pessoal
Lauana é assumidamente bissexual. Em entrevista a revista IstoÉ dada em 2021, disse: "Para mim, dentro do meu âmbito de vida pessoal, sempre vivi livremente minha sexualidade. Nunca foi tabu e defendo a minha bissexualidade enquanto mulher. É um assunto de coro tão íntimo, que foi muito velado. Os nossos discursos foram aflorando de forma muito natural. Nunca coloquei peso nessa questão. Já vivi relacionamentos com homens com a mesma intensidade". Sua primeira namorada foi a influenciadora Verônica Schultz, atualmente está namorando Tati Dias que participou da A Fazenda 11.

## Discografia

### Álbuns de estúdio
| Álbum                | Detalhes | Vendas        | Certificações |
| -------------------- | --- | ------------- | ------------- |
| 24 Horas por Segundo | - Lançamento: 31 de julho de 2015 - Formatos: CD, download digital, streaming - Gravadora: Sony Music Brasil  |               |               |
| Ensaio Acústico      | - Lançamento: 11 de novembro de 2016 - Formatos: CD, download digital, streaming - Gravadora: Universal Music |               |               |
| Natural              | - Lançamento: 10 de março de 2022 - Formatos: CD, download digital, streaming - Gravadora: Universal Music    | - PMB: 40.000 | - PMB: Ouro   |

### Álbuns ao vivo
| Álbum               | Detalhes | Vendas         | Certificações     |
| ------------------- | --- | -------------- | ----------------- |
| Verdade             | - Lançamento: 6 de dezembro de 2018 - Formatos: DVD, download digital, streaming - Gravadora: Universal Music | - PMB: 160.000 | - PMB: 2× Platina |
| Livre               | - Lançamento: 2020 - Formatos: DVD, download digital, streaming - Gravadora: Universal Music                  | - PMB: 160.000 | - PMB: 2× Platina |
| Raiz                | - Lançamento: 29 de junho de 2022 - Formatos: DVD, download digital, streaming - Gravadora: Universal Music   | - PMB: 40.000  | - PMB: Ouro       |
| Ao Vivo em Brasília | - Lançamento: 11 de agosto de 2023 - Formatos: DVD, download digital, streaming - Gravadora: Universal Music  |                |                   |
| Raiz Goiânia        | - Lançamento: 12 de outubro de 2023 - Formatos: DVD, download digital, streaming - Gravadora: Universal Music |                |                   |

### Extended plays(EP)
| Álbum        | Detalhes |
| ------------ | --- |
| Mayara Prado | - Lançamento: 25 de novembro de 2014 - Formatos: Download digital, streaming - Gravadora: Sony Music Brasil |
| Lauana Prado | - Lançamento: 8 de junho de 2018 - Formatos: Download digital, streaming - Gravadora: Universal Music       |

### Singles

#### Como artista principal
| Ano                                                                                     | Título                                                     | Melhores posições | Certificações      | Álbum                         |
| Ano                                                                                     | Título                                                     | BRA               | Certificações      | Álbum                         |
| --------------------------------------------------------------------------------------- | ---------------------------------------------------------- | ----------------- | ------------------ | ----------------------------- |
| 2017                                                                                    | "Meu Coração Não é Hotel"                                  | —                 |                    | Não adicionado a nenhum álbum |
| 2018                                                                                    | "Cobaia" (part. Maiara & Maraisa)                          | 36                | - PMB: 4× Diamante | Verdade                       |
| 2018                                                                                    | "Liga e Chora" (part. Gabriel Diniz)                       | —                 | - PMB: Ouro        | Verdade                       |
| 2018                                                                                    | "Batimento de Solteira" (part. Fernando & Sorocaba)        | —                 | - PMB: Ouro        | Verdade                       |
| 2019                                                                                    | "Duvido Que Vamos Brigar Novamente" (part. Edson & Hudson) | —                 |                    | Verdade                       |
| 2019                                                                                    | "Melhor Saída"                                             | 44                | - PMB: Diamante    | Verdade                       |
| 2019                                                                                    | "Você Humilha"                                             | 15                | - PMB: 2× Platina  | Verdade                       |
| 2020                                                                                    | "Viva Voz"                                                 | 13                | - PMB: 2× Diamante | Livre                         |
| 2021                                                                                    | "Sua Mãe Tá Nessa"                                         | 22                | - PMB: 2× Platina  | Natural                       |
| 2021                                                                                    | "ZAP"                                                      | 12                | - PMB: Ouro        | Natural                       |
| 2022                                                                                    | "Terminou com Calma" (part. Juan Marcus & Vinicius)        | 8                 |                    | Natural                       |
| 2022                                                                                    | "Um Sonhador"                                              | 13                |                    | Raiz                          |
| 2023                                                                                    | "Whisky Vagabundo"                                         | 25                |                    | Ao Vivo em Brasília           |
| 2023                                                                                    | "Desandei"                                                 | 19                |                    | Ao Vivo em Brasília           |
| 2023                                                                                    | "Me Leva Pra Casa / Escrito nas Estrelas / Saudade         | 1                 |                    | Ao Vivo em Brasília           |
| 2024                                                                                    | "Sombra Desconhecida"                                      | 23                |                    | Ao Vivo em Brasília           |
| "—" denota singles que não entraram nas paradas musicais ou não foram lançados no país. |                                                            |                   |                    |                               |